# Kleiner Reinsbrunnen

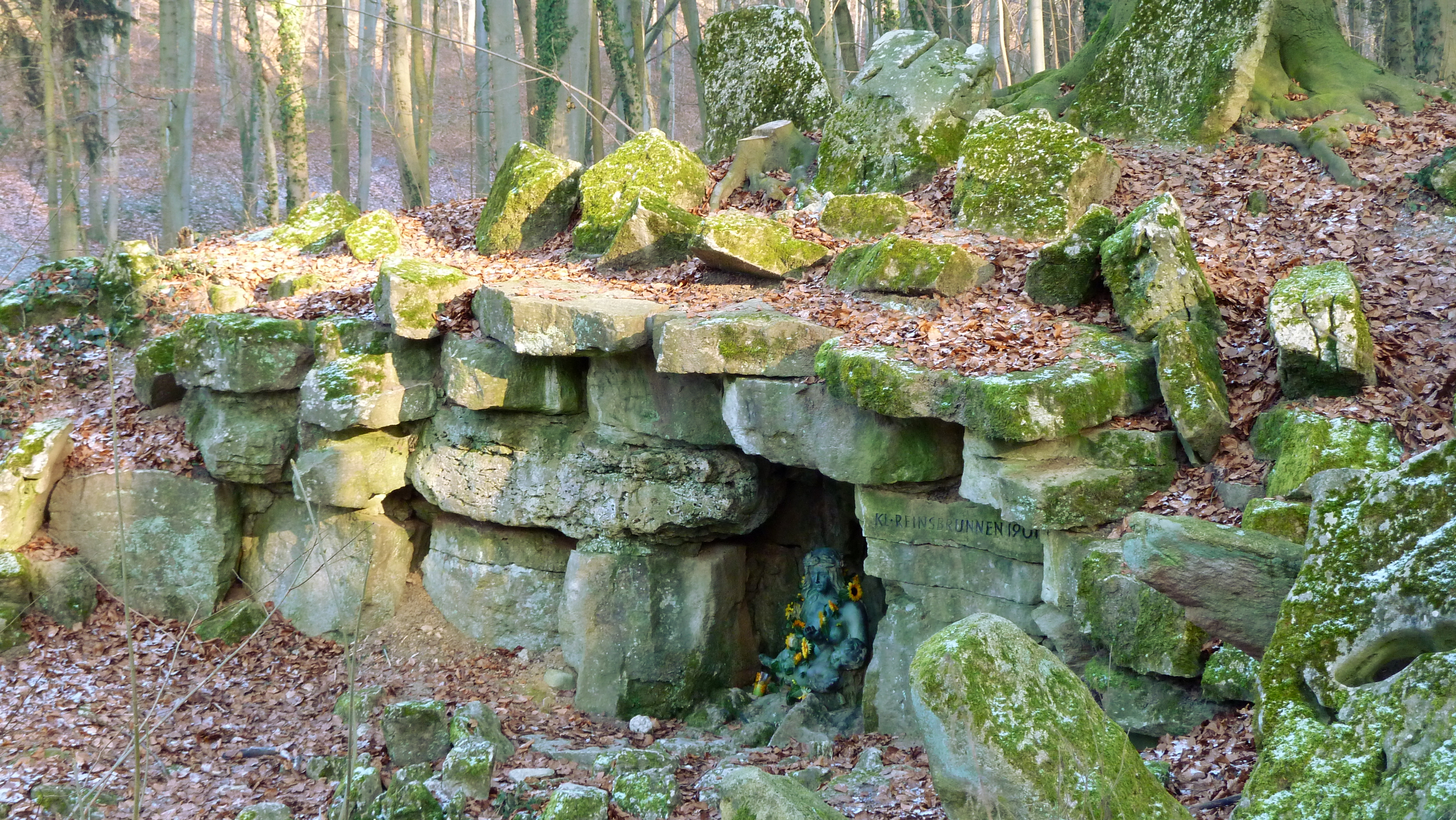
Der zur Grotte eingefasste Kleine Reinsbrunnen (2011)

Der Kleine Reinsbrunnen ist ein historischer Brunnen, der sich im Stadtbezirk Oststadt von Göttingen oberhalb der Schillerwiese und im unteren Bereich des bewaldeten Hainbergs am so genannten Molkengrund befindet.

## Geschichte und Beschreibung
Der Kleine Reinsbrunnen fasst eine Nebenquelle des Reinsbrunnens (auch Reinhardsbrunnen genannt) am Hainberg. Letzterer soll 1568 von Brunnenmeister Hügel angelegt worden sein, wurde aus 15 Quellen gespeist und versorgte eine hölzerne Trinkwasserleitung, die über den Löschwasserteich am Stadtgraben (heute Schwanenteich) bis in die Innenstadt auf den Marktplatz führte.
Die grundlegende Modernisierung der Göttinger Wasserversorgung unter Oberbürgermeister Georg Merkel erfolgte in den 1870er Jahren, die Fassung und Einwölbung des Reinsbrunnens 1873. Der Reinsbrunnen ist mit Wasserbecken und Steinstele mit Wasserhahn wie ein traditioneller Brunnen gestaltet. Der Stein trägt die Inschrift: „Renov. 1792, 1870, 1906“.
In der Nähe des Reinsbrunnens befindet sich als Nebenquelle der Kleine Reinsbrunnen, dessen Wasser mit dem der Hauptquelle gemeinsam der Stadt zugeleitet wird und den Schwanenteich am östlichen Stadtwall speist. Die Umgebung der beiden Brunnen hat sich seit der 1871 begonnenen Aufforstung des Hainbergs in ihrem Erscheinungsbild stark verändert.
In Erinnerung an die sagenhafte Geschichte (siehe unten) des älteren Reinsbrunnens wurde auf Initiative des Göttinger Verschönerungs-Vereins (GVV) der benachbarte Kleine Reinsbrunnen neu gestaltet und am 1. Mai 1901 eingeweiht. Dieser besteht aus einer kunstvoll mit großen Natursteinen in der Art einer Steinbruchwand errichteten Anlage, die eine Quellennische als Grotte ausbildet. In der Nische befindet sich ebenfalls seit 1901 eine vom GVV gestiftete Bronzeplastik des Hildesheimer Bildhauers Friedrich Küsthardt, die eine aus dem Wasser auftauchende Wasserfrau (Nixe) darstellt und einen Säugling herreicht.
Der Kleine Reinsbrunnen war auch ein beliebtes Ausflugsziel von Studenten. Der Brunnen wird in Reiseführern des 19. Jahrhunderts als lohnendes Ausflugsziel für Verliebte empfohlen.
Der Komponist Johannes Brahms soll sich hier 1859 mit der Professorentochter Agathe von Siebold getroffen haben. Noch in der Gegenwart (Stand 2022) nennen Wanderführer den Kleinen Reinsbrunnen als lohnenswertes Ziel einer kleinen Wanderung.

Seit August 2015 wird der Reinsbrunnen wieder mit Wasser versorgt, zuvor war die Wasserzufuhr wegen eines Defekts an der Zuleitung unterbrochen gewesen. Die Patenschaft zur Pflege und Unterhaltung der Anlage hat ein örtliches Garten- und Landschaftsbauunternehmen übernommen.

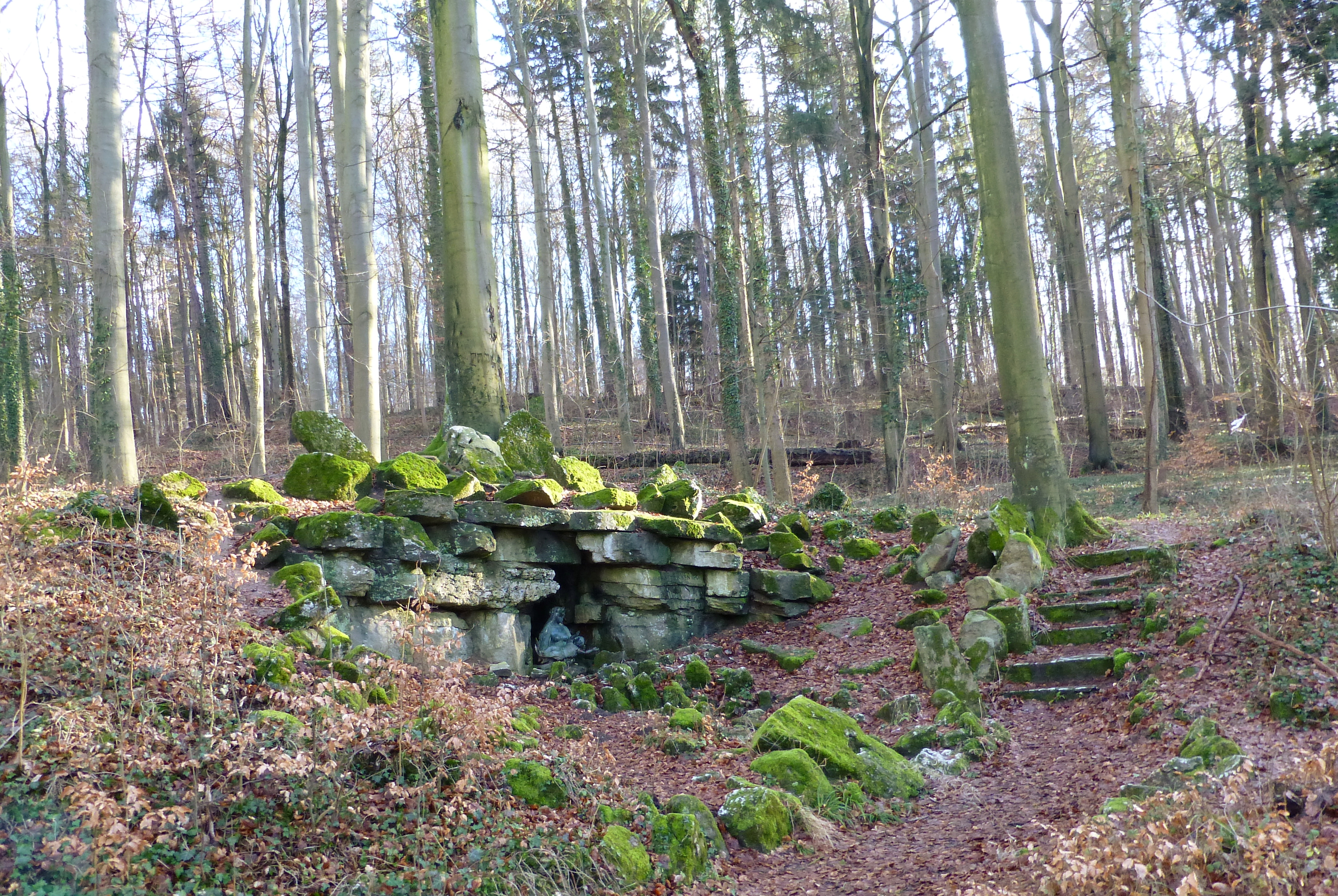
Gesamtanlage des Kleinen Reinsbrunnens (2013)
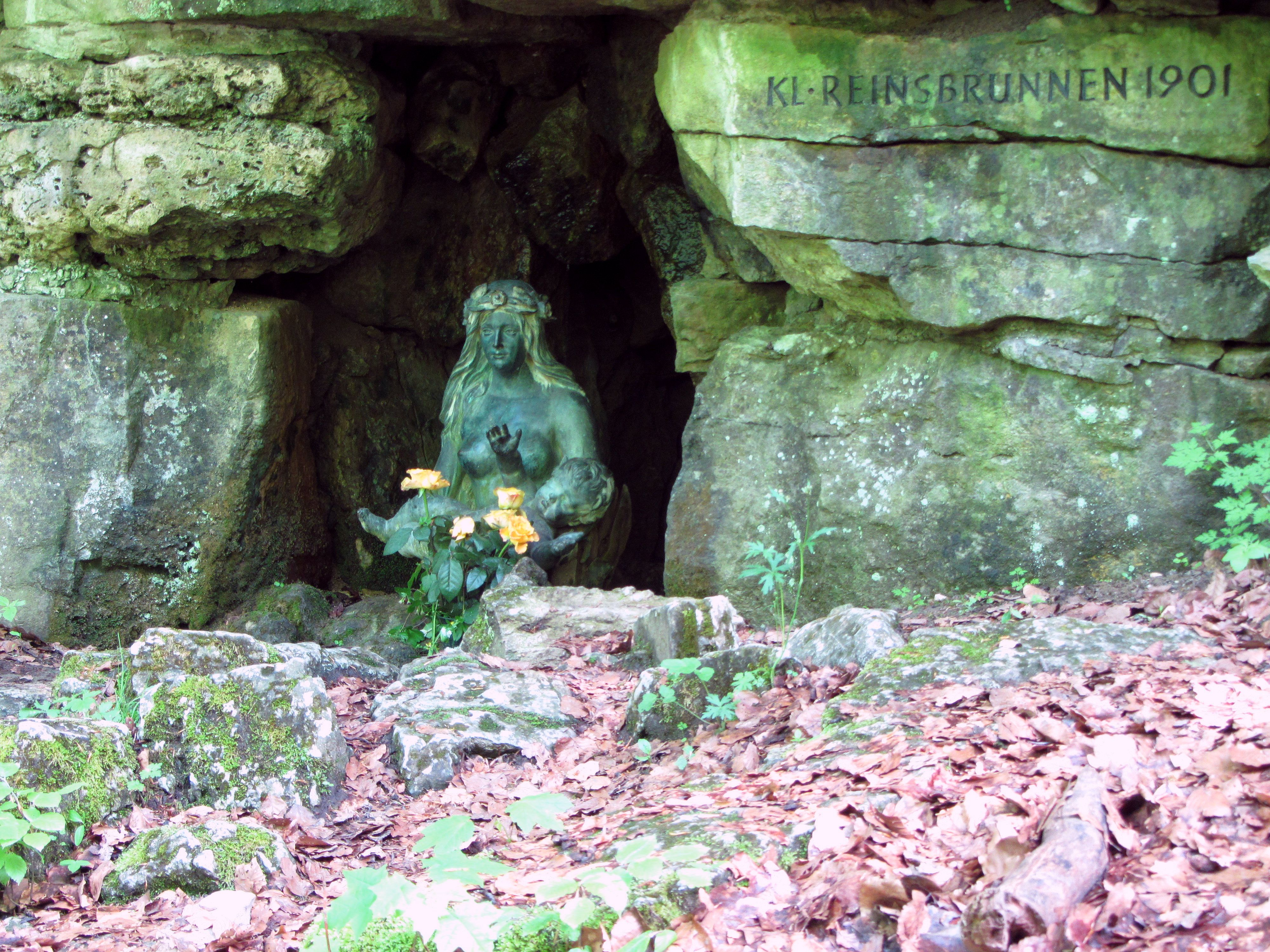
Grotte im Kleinen Reinsbrunnen mit Wasserfrau und Inschrift (2013)
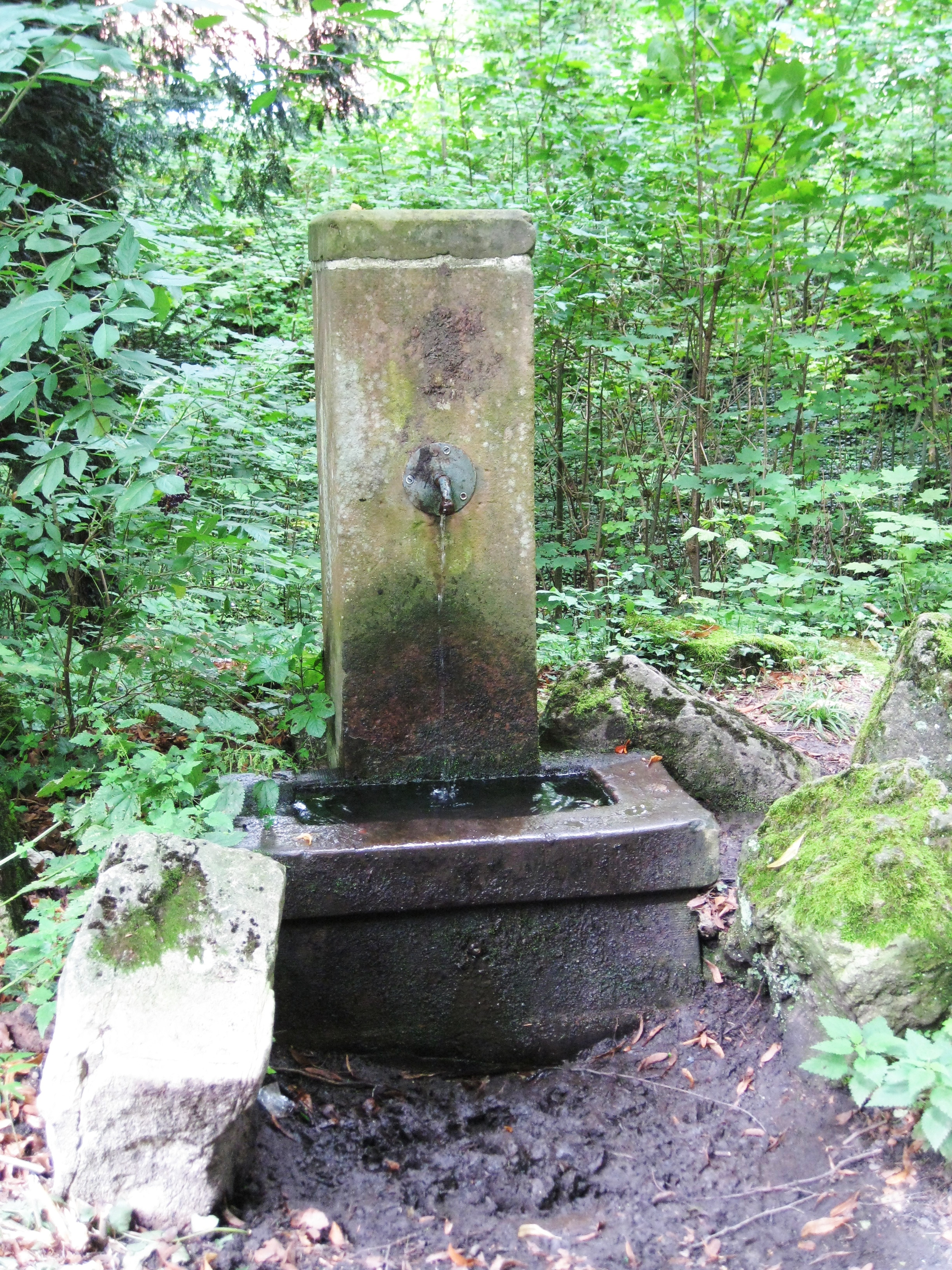
Reinsbrunnen (2014)
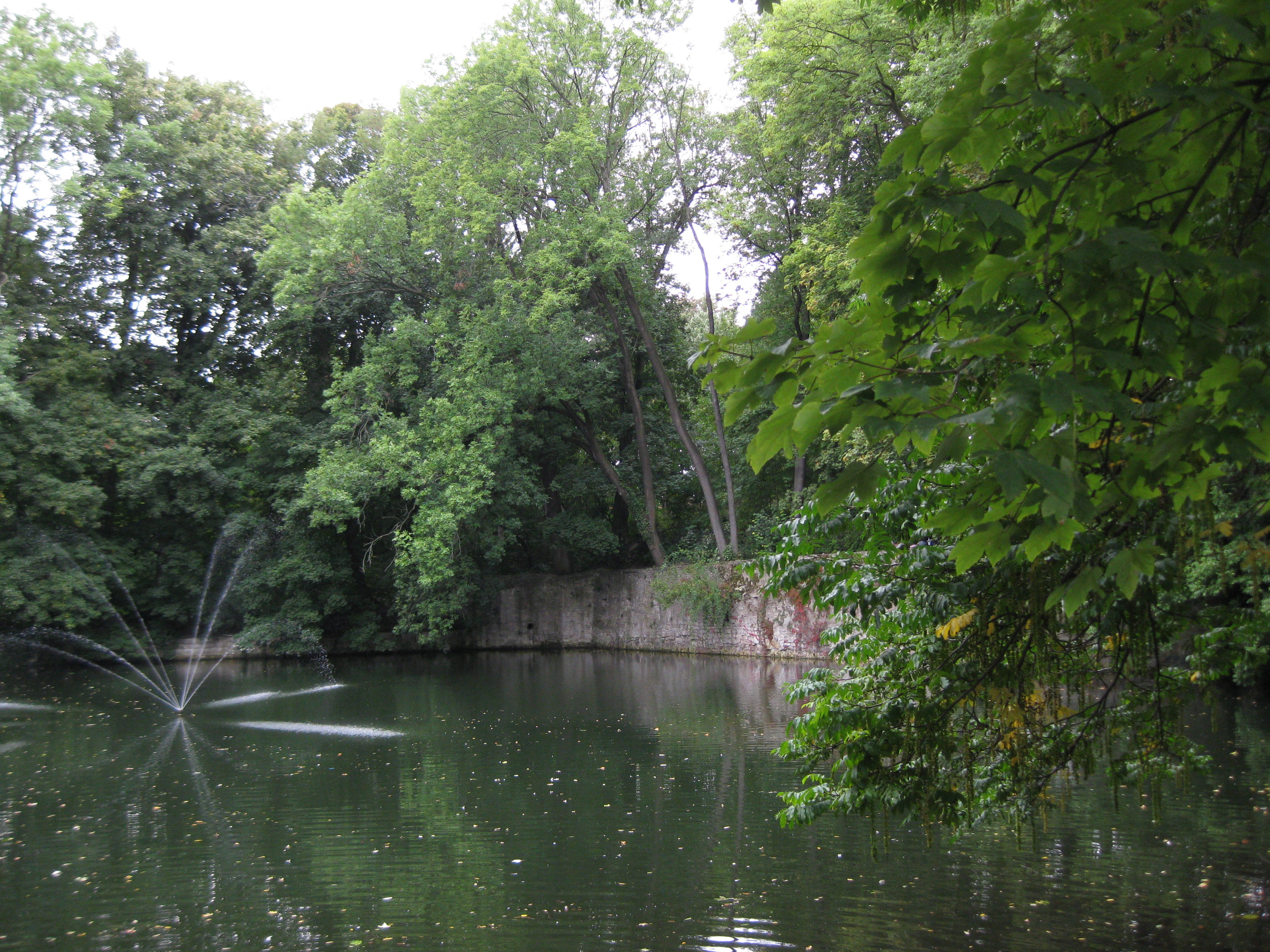
Schwanenteich am östlichen Stadtwall von Göttingen (Cheltenhampark), der vom Wasser des Reinsbrunnen gespeist wird (2013)

## Nixe, Sage und Brauchtum

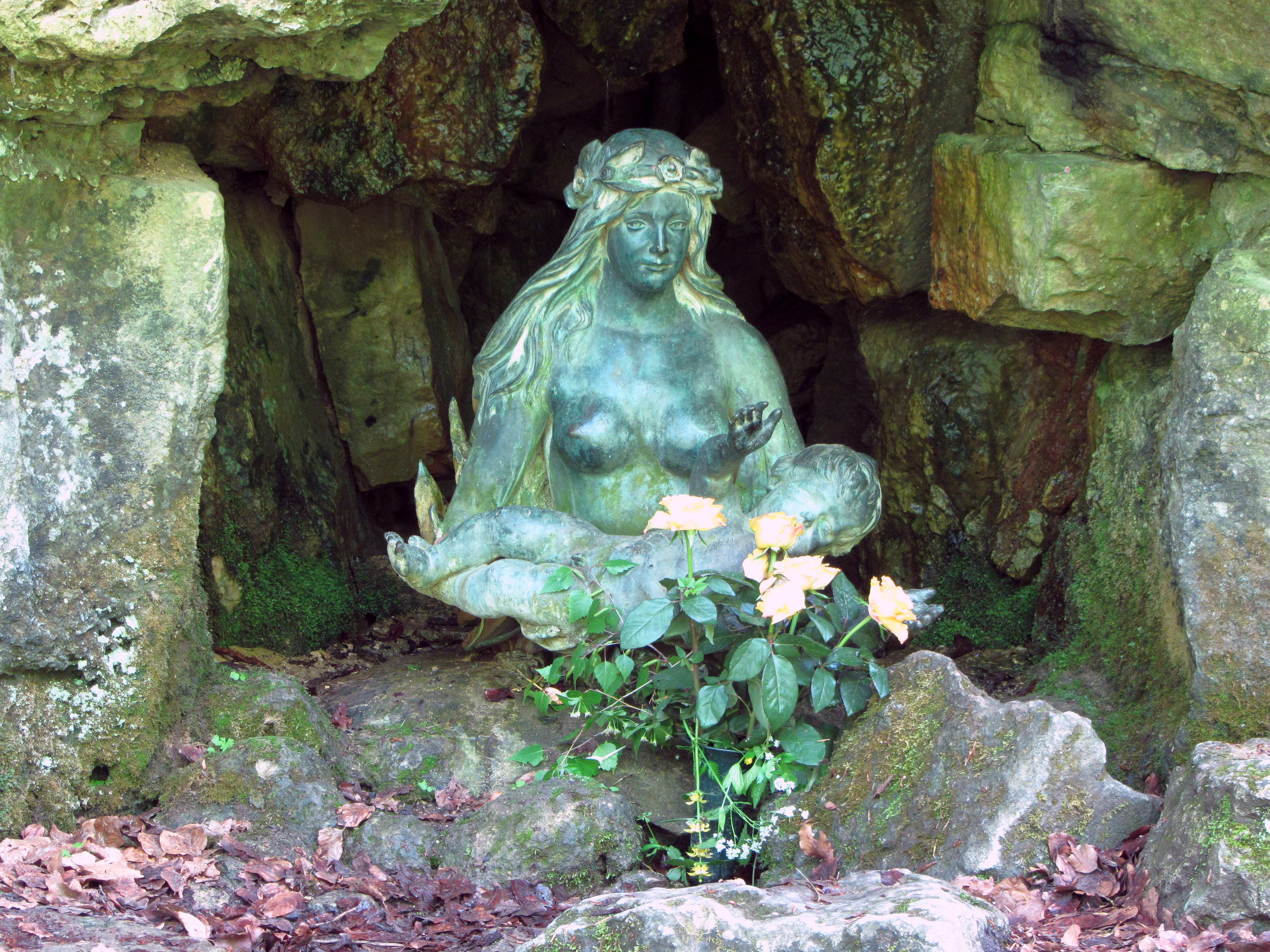
Wasserfrau mit Kind (2013)

Die Figur der Wasserfrau hält einen Säugling in ihren Armen, um ihn seiner Mutter entgegenzureichen. Dabei wird an eine schon vor 1901 erzählte Sage erinnert, die an den Reinsbrunnen anknüpft, in der man seine ungeborenen Geschwister im Quellwasser erblicken könne. An Pfingsten war es einst Brauch, dass Mütter und Mägde ihre kleinen Kinder dort hinführten. Als Gabe warfen sie Brot, Kuchen, Zwieback oder Blumen für die noch ungeborenen Babys ins Wasser. „(…) war es Brauch, dass die Mädchen und Frauen aus Göttingen in der Osternacht zum Reinsbrunnen gingen. Der Sage nach konnten sie im Wasser das Bild ihres künftigen Geliebten sehen und der Genuss von Osterwasser aus diesem Brunnen versprach Kindersegen. Wenn in Göttinger Familien Nachwuchs angekommen war, wurde den Kindern erzählt, die Nixe aus dem Reinsbrunnen habe das Geschwister gebracht.“ Noch heute werden der Wasserfrau Blumen oder andere Geschenke als Opfergaben in die Grotte gestellt, damit sich ein unerfüllter Kinderwunsch erfüllen soll.
1861 skizziert Friedrich Wilhelm Unger in seiner Beschreibung des Göttinger Volkscharakters auch die Bräuche am Reinsbrunnen: Der Reinsbrunnen hat überhaupt seine eigenen Reize. Die jungen Mädchen können darin zu allen Stunden ihren künftigen Geliebten sehen, was in jedem andern Brunnen nur in der Johannisnacht möglich ist. Die Kinder wissen nicht anders, als dass sie aus demselben geholt sind. In der Osternacht aber schöpft man das Wasser desselben, welches dann besonders heilkräftig ist. Jedes Wort, was dabei gesprochen wird, vernichtet jedoch den Zauber.
Mehrfach gab es Versuche, die Nixenfigur zu stehlen, was jedoch am erheblichen Gewicht (182,5 kg) scheiterte. 1974 wurde erstmals ein Arm abgesägt, wonach der GVV die Instandsetzung stiftete. Im Mai 2010 wurde erneut ein Arm der Säuglingsfigur entwendet, später aber von Wanderern wiedergefunden, sodass die Figur durch Sponsoring eines Metallbauunternehmens restauriert werden konnte.